# Focus con Proby
Focus con Proby è il sesto album in studio del gruppo progressive rock olandese Focus, pubblicato nel 1978.

## Tracce
Side 1
1. Wingless (Roselie van Leer, Thijs van Leer) – 5:35
2. Orion (Eef Albers) – 4:08
3. Night Flight (Albers) – 3:40
4. Eddy (R. van Leer, T. van Leer) – 5:54
5. Sneezing Bull (Philip Catherine) – 4:27

Side 2
1. Brother (R. van Leer, T. van Leer) – 5:19
2. Tokyo Rose (R. van Leer) – 5:08
3. Maximum (Bert Ruiter, T. van Leer) – 8:40
4. How Long (R. van Leer, T. van Leer) – 5:16

## Formazione
- Thijs van Leer – tastiere, flauto, voce
- Bert Ruiter – basso
- Steve Smith – batteria
- Philip Catherine – chitarre
- P. J. Proby – voce
- Eef Albers – chitarre